# Alexandre Kouziakine
Alexandre Pétrovitch Kouziakine (en russe : Александр Петрович Кузякин ; transcription scientifique : Aleksandr Petrovič Kuzjakin), né le 20 janvier 1915 dans la province de Tobolsk et mort le 17 avril 1988 à Moscou, est un zoologiste russe spécialiste des chauves-souris et des lépidoptères.